# 圣泽诺-迪蒙塔尼亚
圣泽诺-迪蒙塔尼亚（義大利語：San Zeno di Montagna），是意大利威尼托大区维罗纳省的一个市镇。总面积28.25平方公里，人口1365人，人口密度48.3人/平方公里（2009年）。国家统计（ISTAT）代码为023079。